# Aach (Hegau)
Aach [aːx]  ist eine Kleinstadt im baden-württembergischen Landkreis Konstanz in Deutschland.
Zur Stadt Aach gehören keine weiteren Ortschaften. Sie ist bekannt durch den Aachtopf, die stärkste Quelle Deutschlands.

## Geographie

### Lage

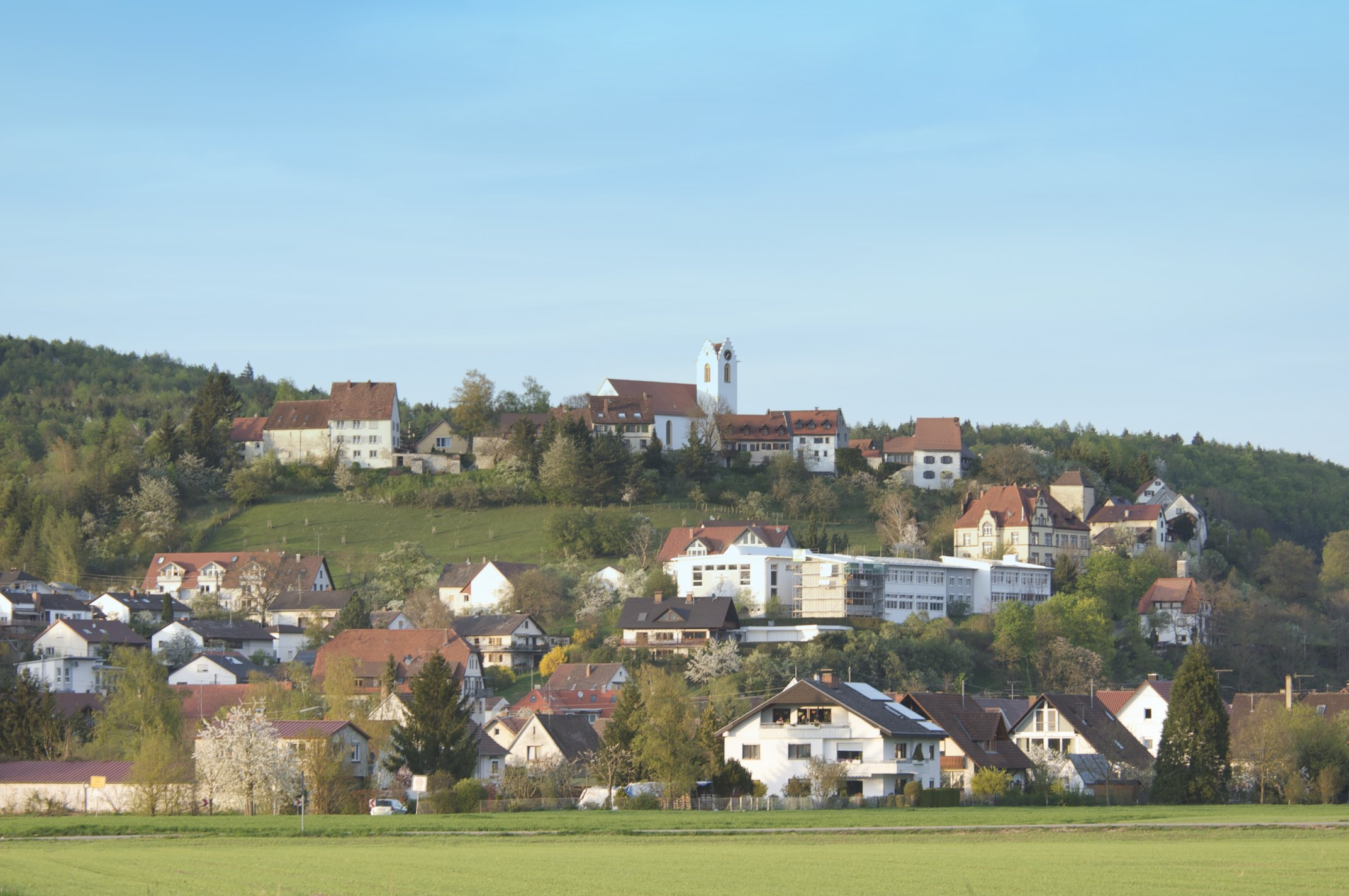
Aach, Ansicht von Süden

Aach liegt im Hegau, einer vulkanisch geprägten Landschaft zwischen Bodensee und dem Schweizer Kanton Schaffhausen. Nördlich schließt sich hinter der Oberen Donau die Schwäbische Alb an. Wenige Kilometer östlich bzw. südöstlich liegen die Bodensee-Arme Überlinger See und Zeller See. Die Grenze zur Schweiz ist im Südosten etwa 14 Kilometer entfernt.

### Nachbargemeinden
Die Stadt grenzt im Norden an Eigeltingen, im Osten an Orsingen-Nenzingen, im Süden an Volkertshausen und im Westen an Mühlhausen-Ehingen.

### Flächennutzung
Die folgende Tabelle zeigt die Flächenerhebung nach Art der tatsächlichen Nutzung jeweils zum 31. Dezember des angegebenen Jahres:
| Flächennutzung                | 1988   | 2000   | 2010   |
| ----------------------------- | ------ | ------ | ------ |
| Landwirtschaftsfläche         | 50,7 % | 47,9 % | 42,6 % |
| Waldfläche                    | 40,4 % | 40,7 % | 41,8 % |
| Siedlungs- und Verkehrsfläche | 7,9 %  | 10,6 % | 13,2 % |
| Wasserfläche                  | 0,7 %  | 0,6 %  | 1,1 %  |
| übrige Nutzungsarten          | 0,3 %  | 0,2 %  | 1,3 %  |

## Geschichte

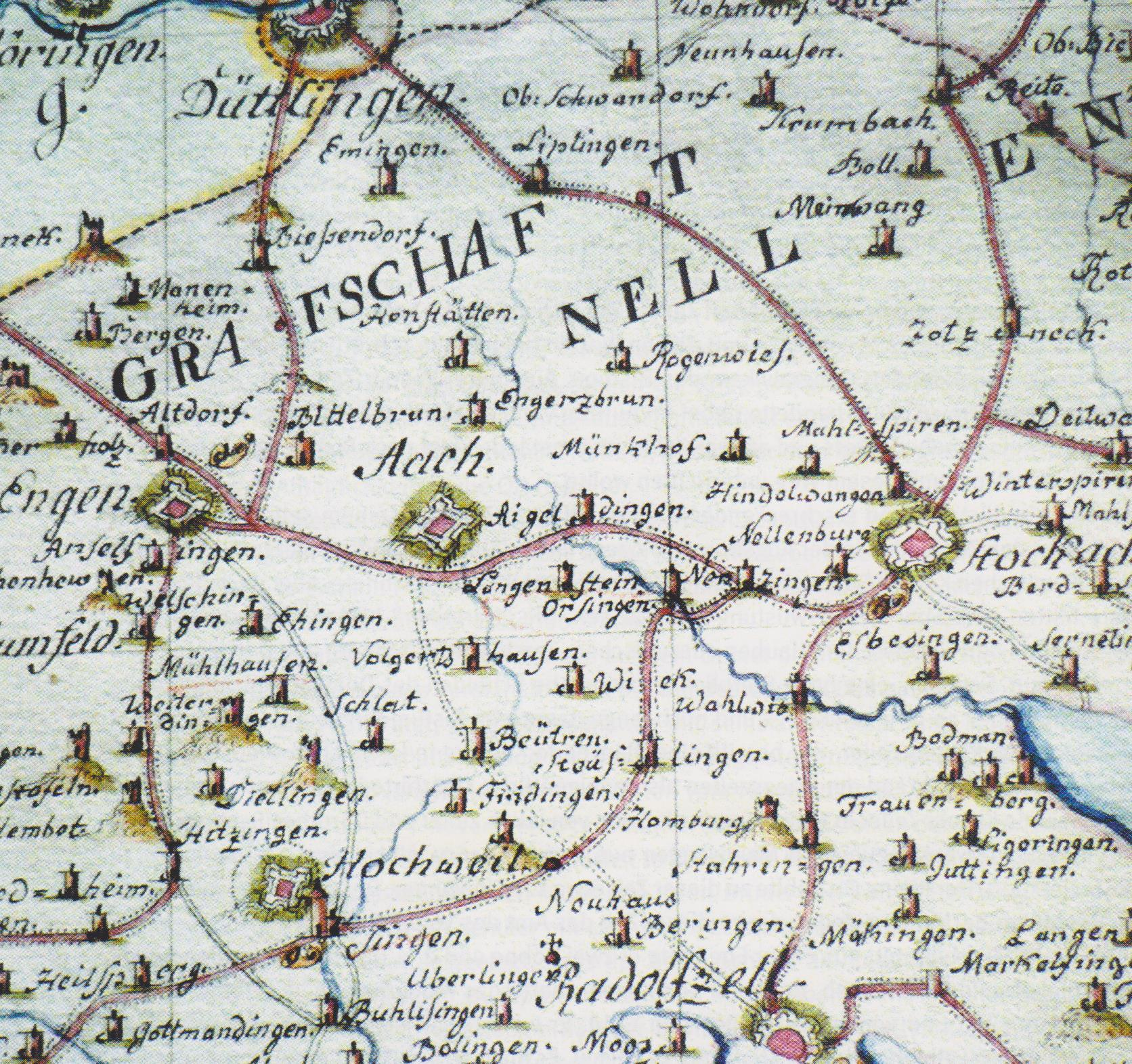
Aach auf einer Karte der Grafschaft Nellenburg aus dem 18. Jahrhundert

Die älteste erhaltene Erwähnung von Aach stammt aus dem Jahr 1100. Damals gehörte der Ort zum Herzogtum Schwaben und bildete den Mittelpunkt der Herrschaft einer niederadeligen Familie von Aach. Von 1150 ist der Name Oppidum Ach in Hegovia bezeugt. Die Grundherrschaft gelangte um 1200 an das Hochstift Konstanz. Bischof Rudolf von Habsburg-Laufenburg (1274–1293) vergab die Herrschaft an die Grafen von Habsburg und Aach wurde so Bestandteil von Vorderösterreich. Die Stadt Aach gehörte zu den vorderösterreichischen Ständen. Das Stadtrecht erhielt Aach 1283 durch König Rudolf I. 1465 kaufte das Haus Habsburg die Landgrafschaft Nellenburg, der Aach 1543 zugeschlagen wurde.
1499 wurde in der Region im Schwabenkrieg – zwischen dem Schwäbischen Bund und der Schweiz – um die Vorherrschaft gekämpft. Nur 26 Jahre später, 1525, war Aach Schauplatz im Deutschen Bauernkrieg: Der Hegauer Adel floh vor aufständischen Bauern in die Stadt, woraufhin diese von den Aufständischen besetzt wurde. Bereits im September des Jahres waren die Aufstände jedoch niedergeschlagen.
Im Jahr 1650 erließ der hohe Magistrat der Stadt Aach eine 24 Punkte umfassende Mühlenordnung.
Am 25. März 1799 fanden hier Gefechte zwischen den Österreichern unter Erzherzog Karl und Franzosen unter Jean-Baptiste Jourdan in den Koalitionskriegen statt. Nach der Niederlage Österreichs im Dritten Koalitionskrieg kam Aach zunächst 1806 zum Königreich Württemberg, 1810 im Grenzvertrag zwischen Württemberg und Baden schließlich zum Großherzogtum Baden. Dort gehörte die Stadt lange zum Landkreis Stockach und kam bei der Kreisreform 1973 zum Landkreis Konstanz.

### Bevölkerungsentwicklung
Die Stadt Aach hat 2.270 Einwohner. Das Bevölkerungswachstum war vor allem von 1987 bis 2005 sehr stark, die Einwohnerzahl erhöhte sich in diesem Zeitraum um insgesamt 61 Prozent bzw. um jährlich durchschnittlich 2,7 Prozent. Seit dem Jahresende 2005 bleibt die Bevölkerung relativ konstant. Der Ausländeranteil liegt mit 9,7 Prozent unter dem Wert des Landkreises Konstanz (13,9 Prozent).
Entwicklung der Einwohnerzahl:
1871–1961, 1970 und 1987: Volkszählungsergebnisse; Rest: Fortschreibungen des Bevölkerungsstands zum 31. Dezember des Jahres

1961 und 1970: Volkszählungsergebnisse; Rest: Fortschreibungen des Bevölkerungsstands zum 31. Dezember des Jahres

## Politik

### Gemeinderat
Der Gemeinderat besteht aus den gewählten ehrenamtlichen Gemeinderäten und dem Bürgermeister als Vorsitzendem. Der Bürgermeister ist im Gemeinderat stimmberechtigt. Insgesamt werden zehn Sitze vergeben.
Bei den Kommunalwahlen in Baden-Württemberg 2024 traten für den Aacher Gemeinderat zwei Listen an: Die CDU und die Freie Wählervereinigung Aach (kein Zusammenhang mit der Bundespartei Freie Wähler). 
| Gemeinderatswahl             | 2024          | 2024    | 2019          | 2019    | 2014          | 2014   |
| Wahlbeteiligung              | 61,86 %       | 61,86 % | 56,76 %       | 56,76 % | 51,1 %        | 51,1 % |
| Partei                       | Stimmenanteil | Sitze   | Stimmenanteil | Sitze   | Stimmenanteil | Sitze  |
| ---------------------------- | ------------- | ------- | ------------- | ------- | ------------- | ------ |
| CDU                          | 52,32 %       | 5       | 47,93 %       | 5       | 40,5 %        | 4      |
| Freie Wählervereinigung Aach | 47,68 %       | 5       | 41,23 %       | 4       | 30,0 %        | 3      |
| Unabhängige Freie Liste Aach | –             | –       | 10,84 %       | 1       | –             | –      |
| SPD                          | –             | –       | –             | –       | 23,8 %        | 2      |
| FDP                          | –             | –       | –             | –       | 05,6 %        | 1      |

### Bürgermeister
Der Aacher Bürgermeister ist hauptamtlicher Beamter auf Zeit. Am 6. Dezember 2001 begann die erste Amtsperiode von Severin Graf, der im Jahr 2009 wiedergewählt wurde. Die Amtszeit von Severin Graf endete am 5. Dezember 2017. An der Bürgermeisterwahl am 24. September 2017 erreichte der einzige Kandidat Manfred Ossola 97,42 % der abgegebenen Stimmen, bei einer Wahlbeteiligung von 70,4 %. Seine Amtseinführung war in der öffentlichen Gemeinderatssitzung am 6. Dezember 2017.

### Verwaltungsgemeinschaft
Die Stadt gehört wie Mühlhausen-Ehingen der Vereinbarten Verwaltungsgemeinschaft der Stadt Engen an.

### Wappen
| Wappen der Stadt Aach | Blasonierung: „In Rot ein goldener (gelber) Löwe mit drei zwischen den Pranken verteilten silbernen (weißen) Sternen.“ |
| Wappen der Stadt Aach | Wappenbegründung: Der Wappenschild erscheint in dieser Form bereits seit 1306 in Siegelabdrücken. Der Löwe kann als Hinweis auf die Zugehörigkeit zu Habsburg gelten. Die Sterne dienten zur Unterscheidung vom Wappen der Herrschaft. Die Farben wurden im Jahre 1902 festgelegt. |

### Städtepartnerschaften
Partnerstadt von Aach ist Klingenberg (Sachsen). Zunächst war diese Partnerschaft mit der ehemaligen Gemeinde Colmnitz geschlossen worden, die heute ein Ortsteil von Klingenberg ist, das die Partnerschaft übernommen hat.

## Sehenswürdigkeiten

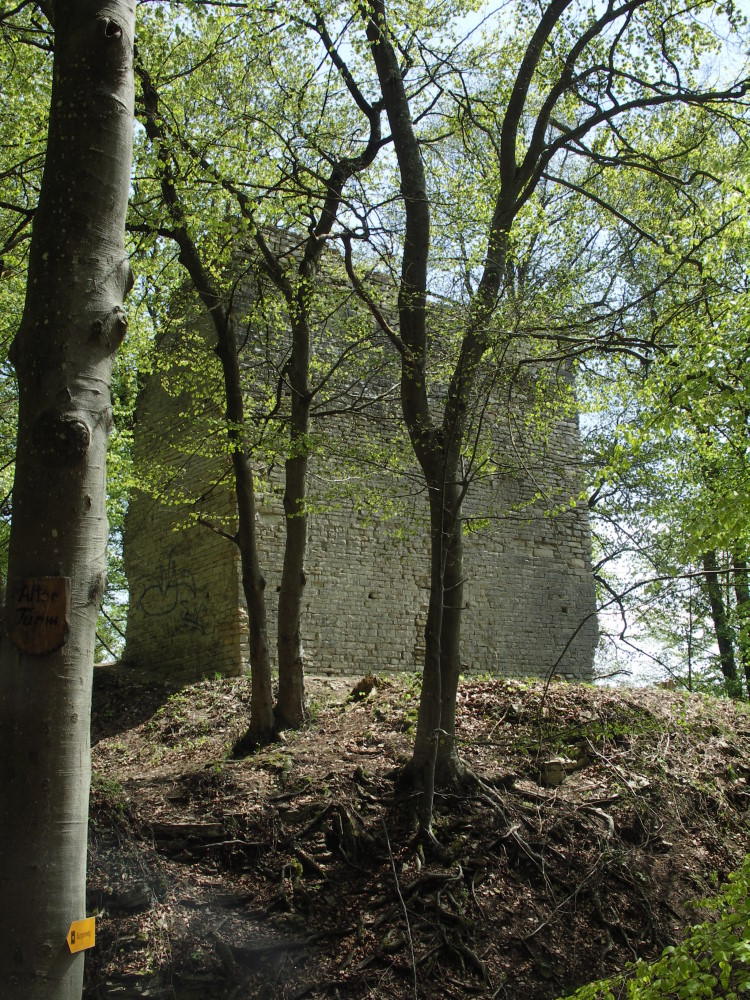
Alter Turm von Aach

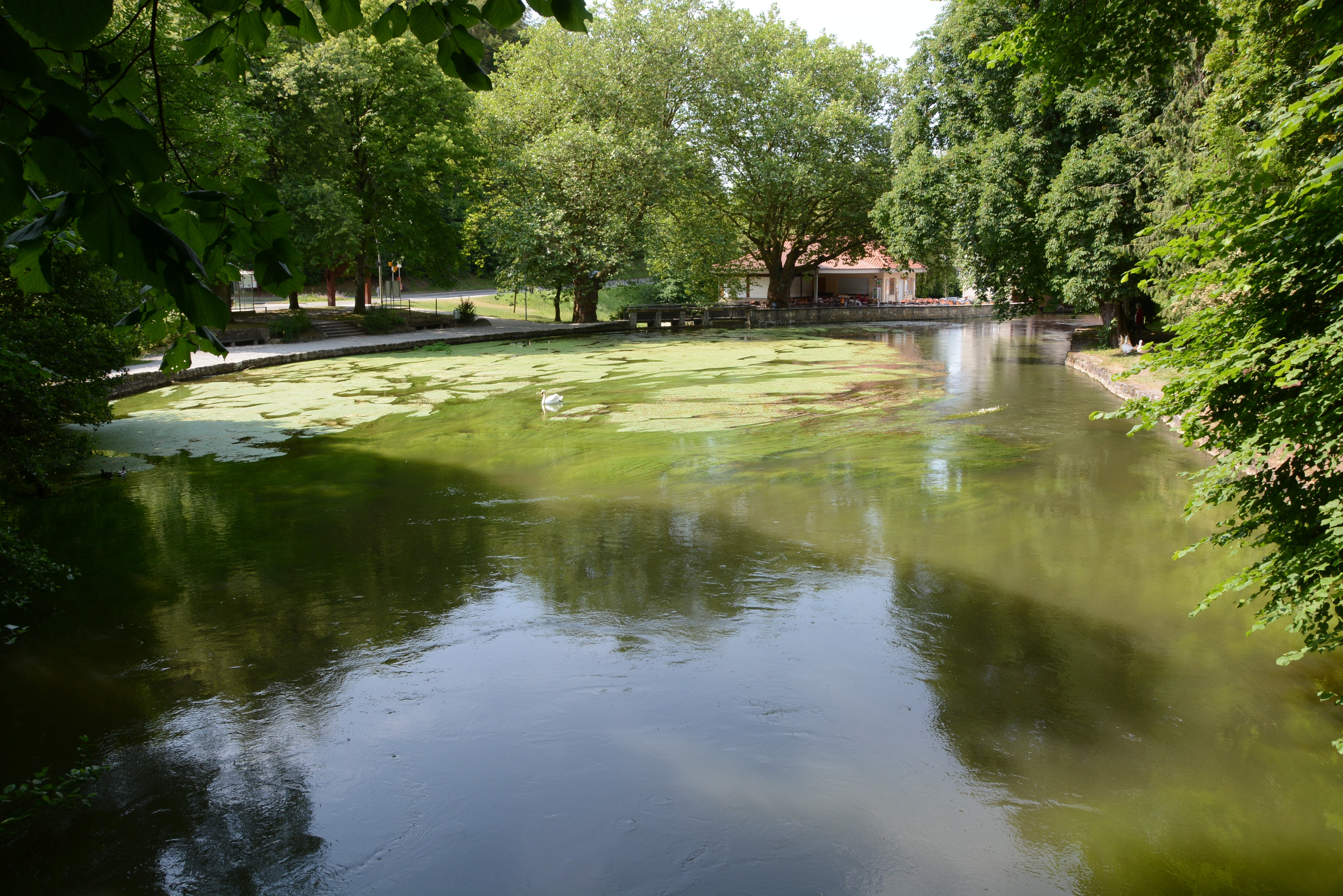
Der Aachtopf

Siehe auch: Gesamtanlage Stadt Aach

### Bauwerke
- Das sogenannte Alte Rathaus in der Stadtstraße 38 wurde von der Denkmalstiftung Baden-Württemberg zum „Denkmal des Monats November 2008“ ernannt.
- Am Stadtrand liegt die Burgruine Alter Turm Aach, die der Überrest einer Burg aus dem 11. Jahrhundert ist.

### Naturdenkmäler
Im Stadtgebiet von Aach befindet sich der Aachtopf, die stärkste Quelle Deutschlands. Der Aachtopf ist die Quelle der in den Bodensee mündenden Radolfzeller Aach. Sie wird vom Wasser der Donau gespeist, das in Richtung Norden etwa zwölf Kilometer (Luftlinie) von der Aachquelle entfernt zwischen Immendingen und Fridingen im verkarsteten Kalkgestein des Weißen Jura versickert (Donauversickerung) und hier mit durchschnittlich rund 8.000 l/s (Minimum 1.300 l/s, Maximum 24.100 l/s) Schüttung austritt.

## Wirtschaft und Infrastruktur

### Unternehmen
In der Stadt Aach sind verschiedene Gewerbebetriebe ansässig, zum Großteil in einem interkommunalen Gewerbegebiet mit der Gemeinde Volkertshausen.

### Bildung
In Aach gibt es eine öffentliche Grundschule mit 91 Schülern. Die öffentliche Hauptschule wurde im Sommer 2010 geschlossen, nachdem diese Schule im letzten Schuljahr nur noch von 13 Schülern besucht wurde. In Aach gibt es zudem einen Kindergarten.

### Verkehr
Der nächste Bahnhof liegt fünf Kilometer entfernt in Mühlhausen-Ehingen. Anschluss an Eilzüge der Schwarzwaldbahn und in die Schweiz hat man vom zwölf Kilometer entfernten Singen oder vom sechs Kilometer entfernten Bahnhof in Engen.
Busverbindungen gehen nach Singen, Stockach und in Richtung Engen.
Aach liegt unweit des Autobahnkreuzes Hegau. Über die Autobahnen 81 und 98 sowie die Bundesstraßen 31 und 33 bestehen schnelle Verbindungen in alle Richtungen.
Durch Aach verläuft als Landes-Radfernweg der Schwäbische-Alb-Radweg. Er führt über die ganze Schwäbische Alb vom Bodensee nach Donauwörth. Er verläuft von Ludwigshafen über Aach und Engen Richtung Donauversickerung bei Immendingen.

## Persönlichkeiten
- Otto Trippel (1891–1954), Dokumentarfilmer
- Andreas Mettler (* 1968), Spieleentwickler und Spieleautor, Geburtsort
- Thomas Rid (* 1975), Politikwissenschaftler und Sachbuchautor

## Sonstiges
In der alphabetischen Auflistung aller deutschen Städte steht Aach an erster Stelle.